# Северо-Восточная народно-освободительная армия
Северо-Восточная народно-освободительная армия (кит. 东北人民解放军) — группа войск, действовавшая под руководством Коммунистической партии на северо-востоке Китая в конце 1940-х годов.

## История
31 октября 1945 года из прибывших в Маньчжурию войск 8-й армии, Новой 4-й армии, а также действовавшей на северо-востоке Объединённой антияпонской армии была создана Северо-Восточная народная автономная армия (кит. 东北人民自治军) со штаб-квартирой в Цзямусы. 14 января 1946 года по указанию ЦК КПК она была переименована в Северо-Восточную демократическую объединённую армию (кит. 东北民主联军). 1 января 1948 года по указанию Центрального военного совета ЦК КПК армия была переименована в Северо-Восточную народно-освободительную армию.
17 августа 1948 года Северо-Восточная народно-освободительная армия была реорганизована в Северо-Восточную полевую армию Народно-освободительной армии Китая в составе: 2 корпуса, 12 пехотных колонн, 15 отдельных дивизий, 1 артиллерийская колонна, 1 железнодорожная колонна, 3 кавалерийских дивизии, 1 танковый полк; общая численность — порядка 700 тысяч человек.
13 октября 1948 года Северо-Восточная полевая армия через три прохода в Великой стене начала передислокацию на Северокитайскую равнину. Всего было переброшено порядка 850 тысяч человек, 100 тысяч лошадей, 1000 крупнокалиберных орудий, 9900 прочих артиллерийских орудий и установок, 100 танков и 130 бронеавтомобилей.
11 марта 1949 Центральный военный совет ЦК КПК реорганизовал Северо-Восточную полевую армию в 4-ю полевую армию НОАК.

## Структура
Командующий — Линь Бяо; политкомиссар — Ло Жунхуань.
1-й корпус: командующий — Сяо Цзиньгуан, зам.командующего — Чэнь Боцзюнь; политкомиссар — Сяо Хуа, начальник политотдела — Тан Тяньцзи; начальник штаба — Се Фан, зам.начальника штаба — Фань Шодуань.
2-й корпус: командующий — Чэн Цзыхуа; политкомиссар — Хуан Кэчэн.
1-я колонна (3 дивизии) — Ли Тянью.
2-я колонна (3 дивизии) — Лю Чжэнь.
3-я колонна (3 дивизии) — Хань Сяньчу.
4-я колонна (3 дивизии) — У Кэхуа.
5-я колонна (3 дивизии) — Вань И.
6-я колонна (3 дивизии) — Хуан Юншэн.
7-я колонна (3 дивизии) — Дэн Хуа.
8-я колонна (3 дивизии) — Хуан Юншэн.
9-я колонна (3 дивизии) — Чжань Цайфан.
10-я колонна (3 дивизии) — Лян Синчу.
11-я колонна (3 дивизии) — Хэ Цзиньнянь.
12-я колонна (3 дивизии) — Чжун Вэй.
Артиллерийская колонна — Су Цзинь.
6-я отдельная дивизия — Дэн Кэмин.
7-я отдельная дивизия — Ло Хуашэн.
8-я отдельная дивизия — Ван Жэньгуй.
9-я отдельная дивизия — Ляо Чжунфу.
10-я отдельная дивизия — Чжао Дунхуань.
11-я отдельная дивизия — Ван Сяомин.